# A7-es autópálya (Horvátország)

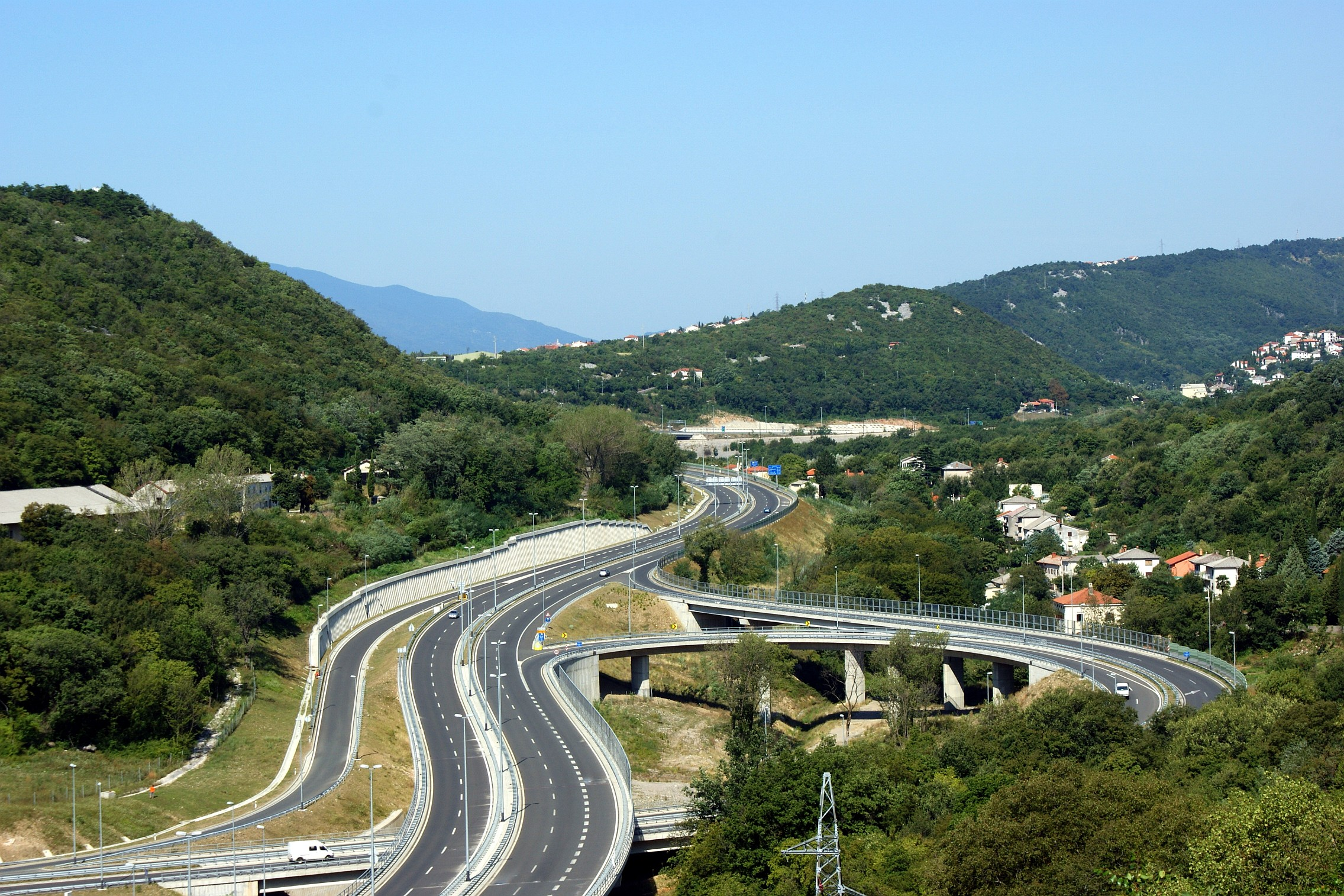
Fiume-Draga Az A7-es autópálya és 404-es autóút csomópontja

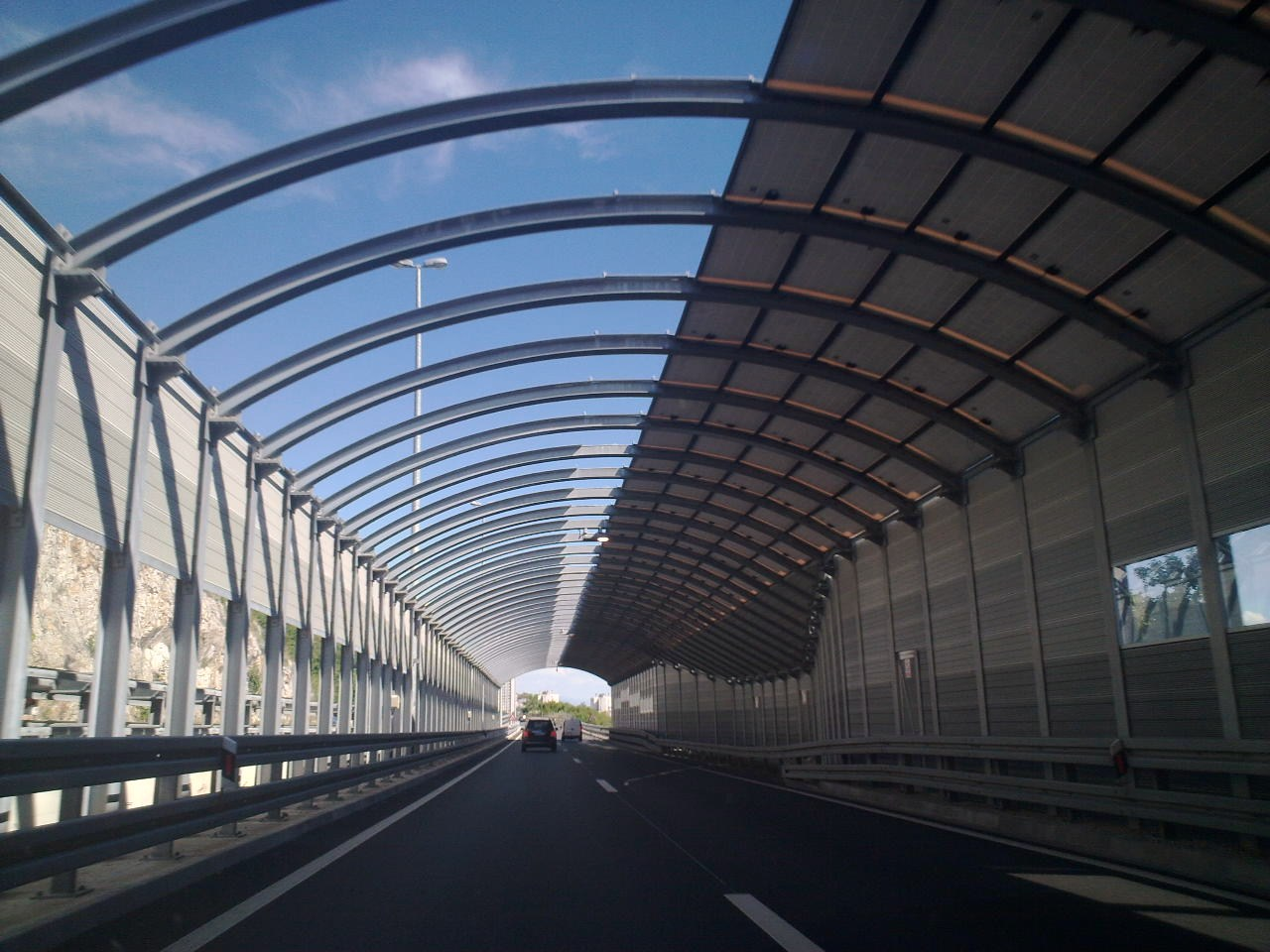
Zajvédő fal a városi szakaszon

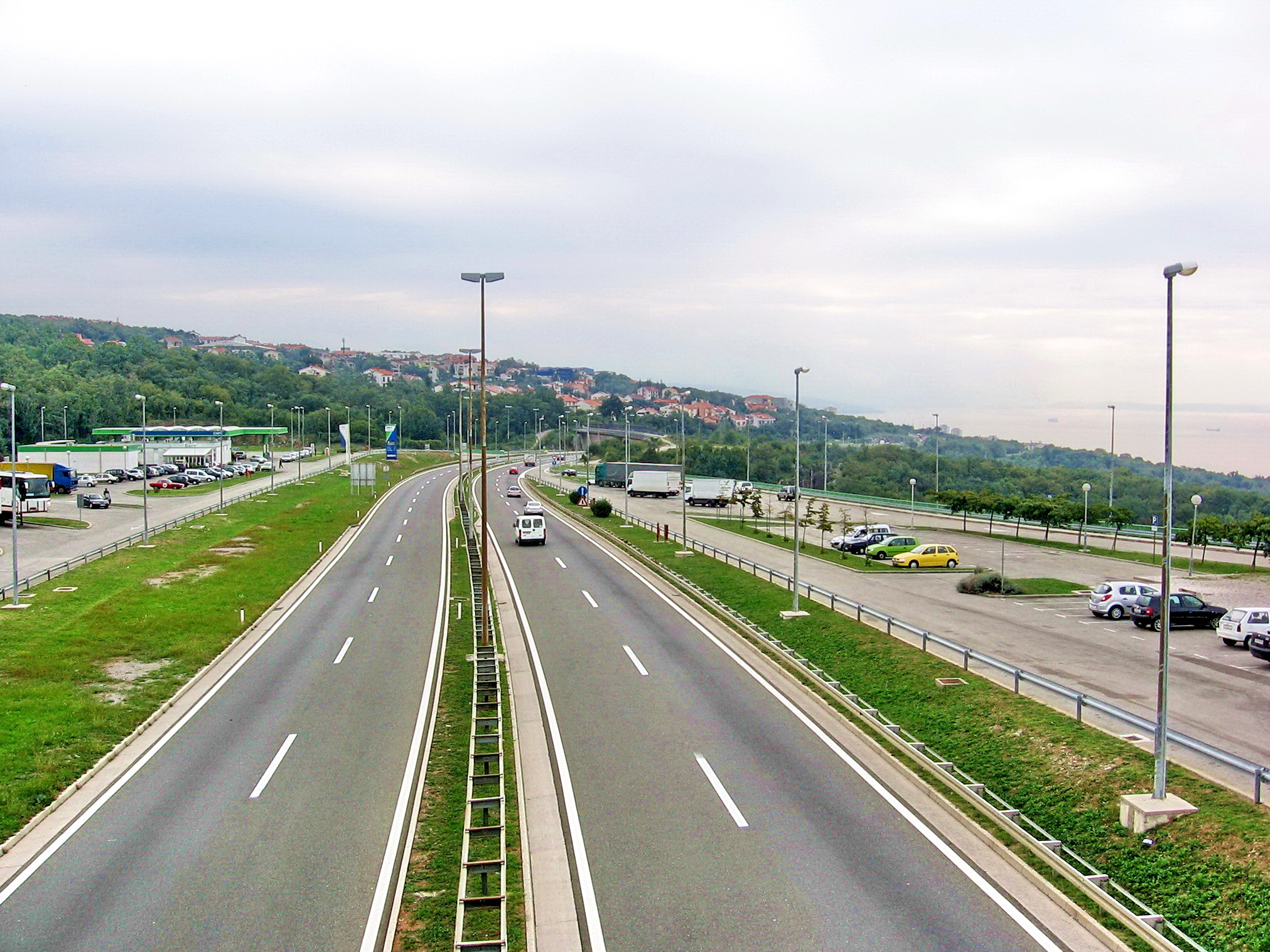
Pihenőhely Vrata Jadrana

Az A7 autópálya (horvátul: Autocesta A7) a szlovén határt köti össze az A1-es autópályával.

## Története
2004-ben elkészült a szlovén határ és Fiume közötti szakasz építése. 2008-ban az évben elkészült a várost elkerülő szakasz jobb oldali pályája is, az alagutakkal együtt. Elkezdődött a várostól délre menő szakasz építése, jelenleg Krajevicaig készült el. Fiume keleti bekötésére 404-es számon új autóút épült 1.300 m hosszú alagúttal és kikötői felüljárórendszerrel.